# Zubr
Zubr (en bielorruso: ЗУБР) es una organización juvenil de Bielorrusia opositora al presidente Aleksandr Lukashenko. La estrategia de la organización se inspira en el movimiento estudiantil serbio Otpor, que derrocó a Slobodan Milošević en Serbia en el año 2000, y de los escritos de Gene Sharp sobre resistencia no violenta. Zubr ganó fama internacional en el 2005 cuando la secretaria de estado de los Estados Unidos (EE. UU.) Condoleezza Rice se citó con sus líderes en Lituania, quienes se arriesgaron a ser encarcelados tras su retorno. Los miembros de Zubr dieron origen al término “Revolución de los Jeans”. El movimiento se representa con la figura de un bisonte europeo, su bandera es azul, mostrando la figura de uno de estos animales en color amarillo.
Los miembros de este grupo son constantemente presionados y encarcelados por ofensas menores, principalmente durante las protestas que realizaron clamando por la liberación de presos políticos de su país.
Durante las elecciones presidenciales bielorrusas de 2006, Zubr estuvo del lado de Alexander Milinkievič, el candidato de la oposición, representante del resto de fuerzas políticas democráticas. EE. UU., la Unión Europea (UE) y varias organizaciones no gubernamentales (ONG) criticaron el desarrollo de las elecciones. A ellas les continuaron varias concentraciones en la Plaza de Octubre de Minsk, en las que la bandera azul de Zubr ondeó cerca de una bandera de Bielorrusia prohibida por Lukashenko y de la bandera de la UE. 
En mayo de 2006, después de sufrir varios arrestos de sus miembros, Zubr anunció el cese de su actividad y solicitó desde su página la unión de todas las fuerzas democráticas para continuar presionando al régimen de Lukashenko. 
Los días dieciséis de cada mes, Zubr llama a concentraciones pacíficas para recordar a los presos políticos: varios miembros de la oposición y de movimientos juveniles  entre los que se encuentran varios de fundadores de esta organización.